# 77 (عدد)
77 (سبعة وسبعين) هو عدد طبيعي يلي العدد 76 ويسبق العدد 78.